# GW170817
GW170817 è stato un segnale di onda gravitazionale misurato dai due interferometri LIGO e Virgo il 17 agosto 2017. Per la prima volta è stata rilevata anche la radiazione elettromagnetica associata all'esplosione avvenuta durante il fenomeno che ha generato l'onda gravitazionale, ponendo una vera e propria pietra miliare nella storia dell'astronomia multi-messaggio (o "multi-messaggero"). Il segnale di onda gravitazionale, che ha avuto la durata di circa 100 secondi, ha segnato la prima rilevazione di un'onda gravitazionale generata durante la fusione di due stelle di neutroni ed era associato ad un breve e poco intenso lampo gamma, denominato GRB 170817A, e ad un evento astronomico transiente, denominato SSS17a, osservati nella galassia NGC 4993. Non sono però stati rilevati neutrini di alta energia emessi in coincidenza di GW170817 e nessun segnale impulsivo di neutrini da supernova è stato osservato in coincidenza con la fusione.

## Annuncio
La rilevazione del segnale è stata ufficialmente annunciata il 16 ottobre 2017 durante due conferenze stampa tenute presso il National Press Club, a Washington D.C., e la sede dell'Osservatorio europeo australe (ESO) di Garching bei München, in Germania.
La prima informazione pubblica riguardante l'evento è stata data il 28 agosto 2017, attraverso Twitter, dall'astronomo J. Craig Wheeler dell'Università del Texas a Austin. Egli aveva in seguito cancellato il suo messaggio, chiedendo scusa per non aver rispettato il normale protocollo di annuncio usato in questi casi, ma ormai la notizia era diventata di dominio pubblico, quantomeno nella comunità scientifica. Molte persone avevano infatti dato seguito a questa fuga di notizie, segnalando come i verbali di osservazione pubblici di molti telescopi riportassero un'interruzione nell'attività di osservazione programmata e un reindirizzamento volto all'osservazione della galassia NGC 4993, distante 40 megaparsec (130 milioni di anni luce), nella costellazione dell'Idra. Lo staff del progetto di collaborazione tra i due interferometri LIGO e Virgo aveva però deciso di non commentare tali notizie, senza aggiungere nulla ad un precedente annuncio riguardante il fatto che ci fossero diverse possibili fonti di eventi sotto analisi.

## Rilevazione dell'onda gravitazionale
Il segnale di onda gravitazionale è stato rilevato alle 12:41:04 UTC ed ha avuto una durata di circa 100 secondi, partendo da una frequenza di 24 Hz fino ad un massimo di poche centinaia di Hz (cicli al secondo), per un totale di circa 3.000 cicli. Il segnale è stato prima rilevato dall'interferometro italiano Virgo, 22 millisecondi dopo dall'osservatorio LIGO di Livingston, in Louisiana, e 3 millisecondi dopo dall'osservatorio LIGO di Hanford, nello Stato di Washington. I tre rilevamenti hanno permesso di localizzare la sorgente in un'area di 28 gradi quadrati nel cielo australe con una probabilità del 90%.

## Osservazioni elettromagnetiche

La galassia NGC 4993 e il lampo gamma GRB170817A fotografati da Hubble.

1,74 ± 0,05 secondi dopo l'evento di fusione delle due stelle di neutroni è stato osservato un lampo gamma corto, denominato GRB 170817A. Il lampo gamma è stato rilevato sia dal Telescopio spaziale per raggi gamma Fermi che dal telescopio spaziale INTEGRAL, e l'intensità misurata è stata relativamente tenue, soprattutto se si considera la prossimità della galassia NGC 4993, a causa del fatto che i suoi getti relativistici non erano diretti verso la Terra ma inclinati rispetto ad essa di circa 30 gradi.
La prima radiazione ottica associata con la collisione delle due stelle di neutroni è stata rilevata 10 ore e 52 minuti più tardi. Tale rilevazione, denominata SSS17a, è stata fatta utilizzando il telescopio da un metro di diametro denominato Swope che opera nel vicino infrarosso e che è situato presso l'osservatorio di Las Campanas, in Cile. I membri del team Swope Supernova Survey hanno osservato diverse galassie nell'area prevista dalle osservazioni dell'onda gravitazionale e hanno identificato un solo nuovo evento astronomico transiente. Scoprendo la galassia nella quale è avvenuta la collisione delle due stelle di neutroni, è stato possibile fornire una misura più accurata della distanza a cui è avvenuto l'evento rispetto a quella misurata solamente in base alle onde gravitazionali. Nel giro di un'ora dalla prima localizzazione, sono state effettuate osservazioni anche nell'infrarosso e nel campo del visibile. Nel tempo è stato poi osservato come il colore della sorgente ottica cambiasse, passando da blu a rosso man mano che la sorgente si andava espandendo e raffreddando.
Nove giorni dopo, la sorgente è stata osservata nei raggi X grazie al telescopio orbitale Chandra X-ray Observatory, mentre sedici giorni dopo, essa è stata osservata nelle onde radio grazie al raggruppamento di radiotelescopi Very Large Array. In totale, oltre 70 osservatori operanti nello spettro elettromagnetico hanno osservato l'evento.

## Origine astrofisica
Il segnale di onda gravitazionale ha indicato che l'evento che ha generato l'onda era associato con la collisione di due stelle di neutroni, di cui la più grande (m1) si ritiene che avesse una massa compresa tra le 1,36 e le 2,26 masse solari, mentre la massa della più piccola si ritiene che fosse compresa tra 0,86 e 1,36 masse solari. Se si assumono valori di rotazione stellare bassi, coerenti con quelli osservati in stelle di neutroni binarie che collideranno entro un tempo di Hubble, allora m1 dovrebbe aver avuto una massa compresa tra 1,36 e 1,60 masse solari, mentre quella di m2 dovrebbe essere stata compresa tra 1,17 e 1,36 masse solari. La massa totale del sistema binario si stima che fosse all'incirca 2,82 masse solari mentre il valore della massa di chirp si stima che fosse pari a 1,188 masse solari.
Si ritiene che la fusione delle due stelle di neutroni sia stata seguita da una kilonova. Si stima che le kilonovae siano responsabili della produzione di metà del totale degli elementi chimici più pesanti del ferro presenti nell'Universo. Durante quella che sarebbe seguita all'evento sopraccitato, si stima che si siano formati elementi pesanti per un totale pari a circa 16.000 volte la massa della Terra, inclusa una massa pari a 10 masse terrestri di oro e platino.
Ad oggi non si conosce ancora quale oggetto sia stato prodotto dalla fusione. Potrebbe infatti trattarsi della più massiccia stella di neutroni mai conosciuta, o del meno massiccio buco nero mai conosciuto.
Studi effettuati sui dati ottenuti dal telescopio a raggi X Chandra fanno stimare una massa dell'oggetto di circa 2,7 volte quella solare, rafforzando le supposizioni che possa trattarsi di una stella di neutroni estremamente compatta o uno dei buchi neri più piccoli ad oggi scoperti.

## Importanza scientifica
Questo evento costituisce la prova più forte a sostegno della tesi che vede la collisione di stelle binarie collegata ai lampi gamma corti. Esso ha anche fornito un limite alla differenza che può esservi tra velocità della luce e velocità della gravità (intesa come velocità delle onde gravitazionali, la quale, secondo la teoria della relatività generale, è uguale a quella della luce), con un valore massimo, vGW − vEM, compreso tra −3×10−15 e +7×10−16 volte la velocità della luce. Inoltre, la collisione ha permesso un’indagine sul principio di equivalenza (attraverso la misurazione del ritardo di Shapiro) e sull’invarianza di Lorentz. Le nuove osservazioni hanno ridotto i limiti delle possibili violazioni dell’invarianza di Lorentz fino a dieci ordini di grandezza. Il segnale GW170817 ha anche escluso la validità di alcune teorie alternative alla relatività generale, incluse alcune varianti della gravità di Hořava-Lifschitz e della teoria della gravitazione di Brans-Dicke.
Segnali di onde gravitazionali come il GW170817 possono essere utilizzati per fornire misure indipendenti della costante di Hubble.
Le osservazioni elettromagnetiche effettuate hanno inoltre dato supporto alla teoria secondo la quale le fusioni di stelle di neutroni avrebbero un ruolo fondamentale nella nucleosintesi del processo r.